# الزوامل (فوه)
الزوامل (رسمياً: عزب الزوامل)، قرية تابعة للوحدة المحلية لقرية أبو دراز، التابعة لمركز فوه التابع لمحافظة كفر الشيخ في جمهورية مصر العربية.

## تاريخ
كانت عزب الزوامل تتبع مركز دسوق  حتى فُصلت عنها بقرار وزير الداخلية سنة 2009، وضمت إلى مركز فوّه.

## توابع القرية
لها 6 توابع من عزب وكفور ونجوع:
- مأجور.
- أبو طايش.
- يوسف حبيب.
- الحاج صبري.
- ماجد عبد العال.
- إبراهيم خلف الله.

## السكان
حسب إحصاءات عام 2006، بلغ عدد سكان الزوامل 3,431 نسمة، منهم 1,673 ذكر و1,758 أنثى.